# Ejército Nacional de Zimbabue
El Ejército Nacional de Zimbabue (Zimbabwe National Army, ZNA) es la principal rama de las Fuerzas de Defensa de Zimbabue, responsable de las acciones de guerra terrestre. Es la rama militar más grande bajo el Mando Conjunto de Operaciones (Joint Operations Command, JOC) del país africano.
La misión del ejército es «defender la soberanía, integridad territorial e intereses nacionales de Zimbabue y contribuir a seguridad y paz internacionales». Es considerado un componente integral del JOC, y está bajo la autoridad definitiva del presidente de Zimbabue. El ZNA está dirigido por un Jefe del Ejército.

## Historia
El ejército moderno tiene sus raíces en el Ejército de Rodesia, surgido entre 1963 y 1964 después del quiebre de la Federación de Rodesia y Nyasalandia. Un Alto Mando Conjunto fue creado en marzo de 1980 para supervisar la integración de las antes beligerantes Fuerzas de Seguridad de Rodesia, Ejército Africano para la Liberación Nacional de Zimbabue y Ejército Revolucionario del Pueblo Zimbabuense, que dieron lugar al Ejército Nacional de Zimbabue a fines de 1980, casi un año después del fin de la guerra civil de Rodesia.
En 2017, fuerzas del ejército impulsaron un golpe de Estado contra el entonces presidente Robert Mugabe, acabando con 37 años de su mandato.